# 경남일보 필화 사건
경남일보 필화 사건(慶南日報 筆禍 事件)은 1910년 한일 병합 조약 체결 직후 경상남도 진주에서 발행되던 《경남일보》에 황현의 〈절명시(絶命詩)〉가 실리면서 발생한 필화 사건이다. 진주경남일보 필화 사건, 황현 필화 사건 등으로도 부른다.
명망 있는 유학자인 황현은 한일 병합 조약이 체결되자 전라남도 구례에서 음독 자살했는데, 이때 국권 피탈을 통탄하며 남긴 한시(漢詩)가 황현 사망 한달여 후인 10월 11일에 경남일보에 실렸다가 조선총독부 경무국에 의해 문제가 된 것이다. 당시 경남일보 주필은 〈시일야방성대곡〉의 언론인 장지연이 맡고 있었다.
이 사건으로 경남일보는 정간 처분을 받았다.

## 같이 보기
- 경남일보
- 황현

## 참고자료
- 《경남일보》 (2001.10.11) 매천 황현
- 《한겨레신문》 (2005.3.4) 위암 장지연 ‘일왕 찬양 한시’ 놓고 친일논란[깨진 링크(과거 내용 찾기)]
- 김경현, 친일파 축하 속에 태어난 경남일보 《진주일보》 (2005.5.10)
- 정달영, 정달영의 기자론 기사론(30) : 시일야방성대곡, 또 다른 슬픔, 《월간 신문과방송》제391호 (40~43쪽)